# 三間川 (千葉県)
三間川（さんげんがわ）は、千葉県の二級河川である小糸川水系の支流であり、小糸川の上流部分にあたる。千葉県君津市奥米を流れる。

## 地理
小糸川との合流部分に、灌漑用の三島ダムがある。三島ダムのダム湖は、三島湖である。河川の長さは、3500mであり、奥米渓谷を流れる河川でもある。なお、三間川の源流部分は、清和県民の森となっている。なお、蛇行した河川を人工的に短絡させて主に農地に転用する工法である川廻しが開墾場の滝で見られる。こちらの川廻しは、木を植林するための林業型の川廻しである。川廻しの規模も大きいのが特徴である。